# David Córcoles
David Córcoles, de son nom complet David Córcoles Alcaraz, est un footballeur espagnol né le 8 mai 1985 à Alicante (Espagne). 
Il évolue comme arrière droit.
Il évolue actuellement au Vilamarxant CF.

## Palmarès
Vierge